# Алхасов, Алибек Басирович
Алибек Басирович Алхасов (род. 1952, в с. Урахи, ДАССР, РСФСР, СССР) — советский и российский учёный, специалист в области геотермии и энергетики, изобретатель. Доктор технических наук, профессор. Заслуженный деятель науки Российской Федерации, Заслуженный деятель науки Республики Дагестан. Директор Института проблем геотермии и возобновляемой энергетики — филиала Объединённого института высоких температур РАН.

## Биография
Родился 15 апреля 1952 году в селении Урахи Сергокалинского района ДАССР, РСФСР, СССР.
В 1969 г. окончил Урахинскую среднюю школу имени А. А. Тахо-Годи, в том же году поступил в Дагестанский государственный университет.
В 1974 году окончил вновь организованный на базе Даггосуниверситета Дагестанский политехнический институт и получил квалификацию инженера-строителя по специальности «Промышленное и гражданское строительство».
В 1975—1980 годах учился в аспирантуре и служил в рядах Советской Армии. С 1981 года работает в Институте проблем геотермии Дагестанского научного центра Российской академии наук.
С 2002 г. является директором Института проблем геотермии, а с 2011 г. по совместительству является директором филиала Объединённого института высоких температур Российской академии наук и заведующим кафедрой возобновляемых источников энергии Дагестанского государственного университета.
В 2003 г. Алхасовым А. Б. в Объединённом институте высоких температур РАН защищена докторская диссертация по специальности «Энергетические системы и комплексы».
Профессор Алхасов А. Б.с 2006 по 2012 годы являлся председателем специализированного объединённого совета ДМ 002.071.01 по защите докторских и кандидатских диссертаций при Институте проблем геотермии по специальностям «теплофизика и теоретическая теплотехника» и «энергоустановки на основе возобновляемых энергетических ресурсов».
Указом Главы Республики Дагестан от 25 марта 2021 г. № 50 включён в Состав Совета при Главе РД по науке и образованию.

## Научная деятельность
В настоящее время Алхасов А.Б является членом диссертационных советов при Объединённом институте высоких температур Российской академии наук и Дагестанском государственном техническом университете.
Он известный ученый в области геотермальной энергетики, является членом Международной и Российской геотермальных ассоциаций.
А. Б. Алхасов внес значительный вклад в развитие научных основ комплексного освоения геотермальных энергетических ресурсов. Благодаря его усилиям сформировано новое научное направление в области возобновляемой энергетики — теоретические основы и технологии освоения геотермальных ресурсов в сочетании с другими видами возобновляемых источников энергии, которое интенсивно развивается в последние годы.
Алхасов А. Б. является экспертом РАН, председателем ученого совета Института проблем геотермии, членом Президиума ДНЦ РАН, заместителем председателя научного совета РАН по нетрадиционным возобновляемым источникам энергии, председателем научного совета ДНЦ РАН по возобновляемой энергетике, руководителем научной школы «Актуальные проблемы освоения возобновляемых энергоресурсов» им. Э. Э. Шпильрайна и научно-образовательного центра «Возобновляемая энергетика», членом редакционных советов научных журналов «Вестник Дагестанского научного центра РАН» и «Юг России: экология, развитие».
Алхасов А. Б. включен в биографические справочники «Кто есть кто в мире», который выходит в США и «Кто есть кто в России».
Научная и научно-организационная деятельность Алхасова А. Б. отмечена почетными грамотами Российской Академии наук и Дагестанского научного центра РАН, ему присвоено почетное звание «Заслуженный деятель науки Республики Дагестан». В 2016 г. награждён орденом В. И. Вернадского. Указом Президента Российской Федерации от 21 августа 2020 г. Алхасову А. Б. присвоено почетное звание «Заслуженный деятель науки Российской Федерации». С 2019 г. профессор Алхасов А. Б. является директором реорганизованного Института проблем геотермии и возобновляемой энергетики, который вошёл в состав Объединённого института высоких температур Российской академии наук.
Им опубликовано более 300 научных работ, в том числе 6 монографий, вышедших в издательстве «ФИЗМАТЛИТ», и учебное пособие «Возобновляемые источники энергии», допущенное Учебно-методическим объединением вузов России по образованию в области энергетики.
Под его руководством защищены 2 докторские и 7 кандидатские диссертации, более 60 магистерских и дипломных работ, им организованы и проведены 6 Международных и 12 Всероссийских конференций по актуальным проблемам возобновляемой энергетики.
Алхасов А. Б. является автором 21 патентов на изобретения. Областями научных интересов Алхасова А. Б. являются геотермия, энергетика, энергосбережение, теплофизика, экология, он руководитель ряда проектов, поддержанных Российской академией наук, Российским фондом фундаментальных исследований, Министерством образования и науки РФ и зарубежными научными фондами. Ему принадлежат фундаментальные исследования по теории и практике термодинамических циклов, реализуемых в системах геотермальной энергетики.

### Научные труды
- Алхасов А. Б. Возобновляемые источники энергии: учебное пособие для студентов высших учебных заведений, обучающихся по специальности 140202 — Москва : Изд. дом МЭИ, 2011. — 269, [1] с. : ил., табл.; 22 см; ISBN 978-5-383-00602-3 (в пер.)
- Геотермальная энергетика. Проблемы, ресурсы, технологии / А. Б. Алхасов; под ред. Э. Э. Шпильрайна. — Москва : Физматлит, 2008. — 375 с. : ил., карты, табл.; 22 см; ISBN 978-5-9221-0976-5 (В пер.)
- Алхасов А. Б. Теплофизика и теплопередача в системах геотермальной энергетики : диссертация на соискание учёной степени доктора технических наук : 05.14.01. — Махачкала, 2002. — 276 с. OD 71 04-5/328.
- Алхасов А. Б. Возобновляемая энергетика : монография / А. Б. Алхасов; под ред. В. Е. Фортова. — Москва : Физматлит, 2010. — 255 с. : ил., табл.; 22 см; ISBN 978-5-9221-1244-4.
- Алхасов А. Б. Возобновляемая энергетика [Текст] : [монография] / А. Б. Алхасов; под ред. В. Е. Фортова. — Изд. 2-е, перераб. и доп. — Москва : Физматлит, 2012. — 255 с. : ил., табл.; 22 см; ISBN 978-5-9221-1244-4.
- Освоение низкопотенциального геотермального тепла [Текст] / А. Б. Алхасов [и др.]; под ред. В. Е. Фортова. — Москва : Физматлит, 2012. — 277 с., [9] л. цв. ил. : ил., табл.; 22 см; ISBN 978-5-9221-1440-0.
- Справочник по теплопроводности и динамической вязкости воды и водных растворов солей [Текст] / У. Б. Магомедов, А. Б. Алхасов, М. М.-Ш. Магомедов; под ред. В. Е. Фортова. — Москва : Физматлит, 2013. — 219, [2] с. : ил., табл.; 23 см; ISBN 978-5-9221-1476-9
- Освоение геотермальной энергии [Текст] /А. Б. Алхасов [и др.]; под ред. В. Е. Фортова — Москва : Физматлит, 2022. — 320 с. — ISBN 978-5-9221-1950-4